# Pilane Station
Pilane Station est une ville du Botswana.